# Músculo tríceps sural
El músculo tríceps sural es un músculo de la pierna constituido por la unión de los músculos gastrocnemios, conocidos como gemelos, y el sóleo, que se insertan conjuntamente en el calcáneo del pie mediante el tendón calcáneo, comúnmente conocido como tendón de Aquiles.

## Origen e inserción[1]
El tríceps sural está conectado al pie a través del tendón calcáneo, teniendo tres cabezas que derivan de las dos masas principales del músculo.
- La porción superficial (gastrocnemios) emite dos cabezas que se originan en la porción posterior de cóndilos del fémur, por encima del tubérculo aductor en el caso de la cabeza medial.
- La porción profunda (sóleo) se origina en el área posterior y borde medial de la tibia, cara posterior de la cabeza del peroné, zonas adyacentes al cuello y en el arco tendinoso entre las inserciones tibial y peronea.

El tríceps sural está inervado por el nervio tibial, específicamente, por las raíces nerviosas de L5–S2.

## Irrigación e inervación[1]
El tríceps sural está inervado por el nervio tibial, específicamente, por las raíces nerviosas de L4–S3.
Su irrigación es de la arteria tibial posterior.

## Función
Su contracción produce una flexión plantar y estabiliza el tobillo en el plano transversal. Las actividades funcionales incluyen movimientos primarios en el plano sagital durante la locomoción y en el salto. El músculo sóleo es el más potente, siendo el que participa más en la acción principal.

## Rotura del tendón de Aquiles
Se produce debido a la separación del músculo y el tendón calcáneo. El paciente siente mucho dolor en la zona posterior de la pierna descrito como el signo de la pedrada.
La lesión se produce durante la aceleración o cambio de dirección. El músculo puede tener un espasmo y contraerse forzosamente. Se produce una flexión plantar. Pueden aparecer hematomas en la pierna, pie o tobillo por una hemorragia interna. Pueden tardar en aparecer, desde horas a días, depende de donde se produzca la rotura. El perímetro de la pierna suele aumentar.
Esta lesión puede tardar varios meses en sanar. Es importante no seguir con el ejercicio si hay rotura del músculo, ya que en ese momento se produce la hemorragia interna. Es recomendable consultar a un médico inmediatamente tras la rotura para comenzar la rehabilitación o realizar cirugía.
El dolor en el tendón de Aquiles se conoce como aquilodinia, que se define como peritendinitis dolorosa del tendón de Aquiles con sobrecalentamiento, hinchazón y limitación funcional.